# Black City Parade
Pour les articles homonymes, voir BCP.
Albums par Indochine
La République des Meteors
(2009) 13
(2017)
Lives par Indochine
Putain de Stade (Météor Tour)
(2011) Black City Tour
(2014)
Singles
1. Memoria
Sortie : 15 novembre 2012
2. College Boy
Sortie : 13 mai 2013
3. Black City Parade
Sortie : 4 novembre 2013
4. Belfast
Sortie : 10 mars 2014
5. Traffic Girl
Sortie : 19 mai 2014

Black City Parade (BCP) est le douzième album studio du groupe Indochine, sorti le 11 février 2013.
Il a pour thème les séjours du groupe dans plusieurs villes européennes, comme Berlin, où l'album a été enregistré en partie[réf. nécessaire]. 

## Historique
Le morceau Kill Nico était déjà connu du public, après avoir été interprété lors du Paradize +10 au Zénith de Paris les 1er et 2 février 2012, avec un texte encore inachevé. L'album a été enregistré à Paris, La Trinité-des-Laitiers, Berlin (Hansa Studios) et Bruxelles (Studios ICP) et mixé à New York par Shane Stoneback. Pour la première fois, le groupe se laisse filmer pendant 14 mois, des premières notes au mixage final. Ce film, réalisé par Winslow Paradise, est sorti en juin 2013 en DVD sous le titre Black City Parade : Le Film. La sortie de l'album a été précédée le 15 novembre 2012 par la sortie du single Memoria.
L'album a réalisé le cinquième meilleur démarrage de l'année avec 75 000 ventes (derrière Random Access Memories de Daft Punk, La Boîte à musique des Enfoirés, Je veux du bonheur de Christophe Maé et Racine carrée de Stromae). Le disque a été certifié disque de platine en trois semaines affichant 100 000 ventes au compteur. Il s'en est écoulé 250 000 exemplaires jusqu'à aujourd'hui. 
Le clip vidéo de College Boy est réalisé par Xavier Dolan.  
Le troisième single Black City Parade a été annoncé en août 2013. Le clip est réalisé par Richard Kern. 
Le 23 juin 2014, Indochine sort La Black City Box où figurent : l'album original, le DVD Black City Parade : Le Film, les remix des singles College Boy, Black City Parade, Belfast et Traffic Girl, deux extraits live enregistrés à Bruxelles (College Boy et Black City Parade) ainsi qu'un DVD où figurent les 4 clips (sans Traffic Girl).

## Les titres
Toutes les paroles sont écrites par Nicola Sirkis sauf indication, toute la musique est composée par Nicola Sirkis et Olivier Gérard, sauf indication.
| 1.    | Black Ouverture            | Mireille Havet             |                                            | 0:50 |
| 2.    | Black City Parade          |                            |                                            | 5:34 |
| 3.    | College Boy                |                            |                                            | 4:48 |
| 4.    | Memoria                    |                            |                                            | 7:14 |
| 5.    | Le fond de l’air est rouge |                            |                                            | 4:57 |
| 6.    | Wuppertal                  |                            |                                            | 6:48 |
| 7.    | Le Messie                  |                            | Nicola Sirkis, François Soulier            | 5:08 |
| 8.    | Belfast                    |                            | Nicola Sirkis, Olivier Gérard, Marc Éliard | 6:05 |
| 9.    | Traffic Girl               | Nicola Sirkis, Lescop      |                                            | 5:20 |
| 10.   | Thea Sonata                |                            |                                            | 5:02 |
| 11.   | Anyway                     |                            | Indochine                                  | 4:04 |
| 12.   | Nous demain                | Nicola Sirkis, Rudy Léonet |                                            | 5:56 |
| 13.   | Kill Nico                  |                            |                                            | 5:53 |
| 14.   | Europane ou le dernier bal |                            |                                            | 4:34 |
| 72:25 |                            |                            |                                            |      |

| Titres bonus | Titres bonus                                                        | Titres bonus | Titres bonus | Titres bonus | Titres bonus | Titres bonus | Titres bonus | Titres bonus | Titres bonus |
| No           | Titre                                                               | Durée        |              |              |              |              |              |              |              |
| ------------ | ------------------------------------------------------------------- | ------------ | ------------ | ------------ | ------------ | ------------ | ------------ | ------------ | ------------ |
| 15.          | Salomé                                                              | 6:28         |              |              |              |              |              |              |              |
| 16.          | The Lovers (en collaboration avec Tom Smith, le chanteur d’Editors) | 4:46         |              |              |              |              |              |              |              |
| 17.          | Trashmen                                                            | 3:52         |              |              |              |              |              |              |              |
| 87:30        |                                                                     |              |              |              |              |              |              |              |              |

## Indochine
- Nicola Sirkis : Chant, guitare, basse, synthétiseur
- Oli de Sat : Guitare, basse, claviers, piano
- Mr Boris : Guitare, chœurs
- Mr Matu : Claviers, piano
- Marc Eliard : Basse
- Mr Shoes : Batterie
- Valérie Rouzeau : Commentaire sur Black Ouverture
- Charline Kozmik, Charlotte Vanhove : Chœurs

- 08/2011 - 05/2012 : Écriture & Composition → Paris, Le Studio KMS (Août - Septembre) | La Trinité-des-Laitiers, Le Studio Digital Factory (Octobre - Février) | New-York, Le Studio SMT (Mars - Mai)
- 06/2012 - 07/2012 : Enregistrement → Bruxelles, Le Studio ICP
- 08/2012 : Mixage : New-York, Le Studio SMT
- 08/2012 - 10/2012 : Mixage → Berlin, Le Studio Hansa Ton

### Réception
- Le 18 février 2013, l’album dépasse les 70 000 exemplaires vendus et est certifié disque d'or.
- Le 25 février 2013, l’album dépasse les 100 000 exemplaires vendus et est certifié disque de platine.
- Le 18 décembre 2013, l’album dépasse les 200 000 exemplaires vendus et est certifié double disque de platine.

## Classements et certifications
| Pays                | Meilleure position | Certification |
| ------------------- | ------------------ | ------------- |
| France              | 1                  | Platine       |
| Belgique (Wallonie) | 1                  |               |
| Belgique (Flandre)  | 41                 |               |
| Suisse              | 3                  |               |
| Suisse romande      | 1                  |               |